# فراوکه پتری
فراوکه پتری (آلمانی: Frauke Petry؛ زادهٔ ۱ ژوئن ۱۹۷۵) یک سیاست‌مدار اهل آلمان است. او به همراه یورگ مویتن تا ۲۰۱۷ رهبر حزب راستگرای آلترناتیو برای آلمان بود.